# Sjusjøen
Sjusjøen ist ein norwegisches Wintersportzentrum in der Gemeinde Ringsaker in der Provinz Innlandet. Benannt ist der Ort nach dem östlich des Ortszentrum gelegenen gleichnamigen See. In den letzten Jahren wurde der Ort durch einen starken Ausbau von Ferienhäusern geprägt und ist dadurch stark gewachsen. Rund 6000 der 7251 Ferienhäuser und -wohnungen der Gemeinde Ringsaker befinden sich in Sjusjøen.

## Geographie

### Geographische Lage
Die Ortschaft befindet sich auf rund 810 Metern Höhe, knapp 20 Kilometer nordöstlich von Lillehammer inmitten der  Hochfjell-Landschaft zwischen dem westlich gelegenen Gudbrandsdalen und dem Østerdalen im Osten. Am östlichen Rand der Ortschaft befindet sich der See. Von Lillehammer aus erreicht man Sjusjøen am besten über die Ortschaft Nordseter der Nachbargemeinde Lillehammer. Ab hier besteht ein Querverbindung zum Fylkesvei 2.

### Nachbarorte
Innerhalb der Gemeinde Ringsaker ist Mesnali mit 372 Einwohnern der nächstgelegene Ort. Er befindet sich südlich von  Sjusjøen. Nördlich von Sjusjøen liegt der zur Gemeinde Lillehammer gehörende Wintersportort Nordseter.

## Sehenswürdigkeiten/Aktivitäten
Das Gebiet in und um Sjusjøen ist landschaftlich sehr reizvoll. Es bietet vor allem wintersportbegeisterten Urlaubern einiges. Ein weit ausgedehntes Loipennetz verbindet den Ort mit den benachbarten Gebieten. Das zusammenhängende Loipennetz beträgt mehr als 3.500 km.  Es stehen zwei Langlaufstadien zur Verfügung, die beide für Rennen auf internationaler Ebene geeignet sind. Die Natrudstilen-Arena ist dabei Schauplatz der Rennen der Weltelite des Langlaufskisports. Sie wird für Trainingslager und Wettkämpfe genutzt.
Neben den Langlaufloipen gibt es mit dem Sjusjøen Skisenter, das ebenfalls am Natrudstilen liegt, auch ein kleines Alpinskizentrum. Es bietet 4 Skilifte und 8 Pisten, von denen die längste 2,2 km lange Abfahrtspiste mit einem Höhenunterschied von 250 m ist. Daneben gibt es eine frei zugängliche Abfahrt für Kinder und den Sjusjøparken, mit Rails, Sprüngen und Abfahrten, die speziell für Snowboard und Twintips geeignet sind. Größere alpine Skigebiete sind vor allem die Olympiapisten in Hafjell und Kvitfjell.
Im Sommer ist die Gegend vor allem bei Wanderern und Mountainbikern beliebt.